# Catral
Catral (en castillan et en valencien) est une commune d'Espagne de la province d'Alicante dans la Communauté valencienne. Elle est située dans la comarque de la Vega Baja del Segura et dans la zone à prédominance linguistique castillane.

## Géographie

Localisation de Catral
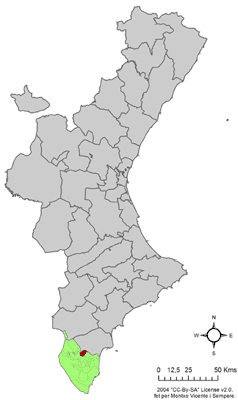
dans la Communauté valencienne.
dans la comarque de la Vega Baja del Segura.